# Errol Stewart
Errol Stewart (* 2. März 1950 in Kingston) ist ein ehemaliger jamaikanischer Sprinter.
1968 wurde er bei den Olympischen Spielen in Mexiko-Stadt mit der jamaikanischen Mannschaft Vierter in der 4-mal-100-Meter-Staffel.
1970 wurde er bei den British Commonwealth Games in Edinburgh Siebter über 100 m und siegte in der 4-mal-100-Meter-Staffel.

## Persönliche Bestzeiten
- 100 Yards: 9,3 s, 4. März 1972, El Paso
- 100 m: 10,2 s, 2. Juni 1972, Eugene